# Zink (Familienname)
Zink ist ein deutscher Familienname.

## Namensträger
- Adalbert Zink (1902–1969), deutsch-polnischer Priester
- Adolf Zink, deutscher Verwaltungsjurist
- Albert Zink (Heimatforscher) (1900–1969), deutscher Lehrer und Heimatforscher
- Albert Zink (* 1965), deutscher Anthropologe
- Andrea Zink (* 1959), deutsche Slawistin
- Andrew Zink, Spezialeffektkünstler
- Angela Zink (* 1953), deutsche Epidemiologin
- Anka Zink (* 1957), deutsche Kabarettistin
- Christoph Zink (* 1951), deutscher Mediziner, Lektor und Herausgeber
- David Zink (Unterwasserarchäologe) (1927–2008), US-amerikanischer Unterwasserarchäologe
- David Zink (Fußballspieler) (* 1991), österreichischer Fußballspieler
- Eduard von Zink (1798–1887), deutscher Jurist und Richter
- Ernst-Wilhelm Zink (* vor 1945), deutscher Mathematiker und Hochschullehrer
- Ferdinand Zink (* 1987), deutscher Eishockeyspieler
- Franz Zink (Politiker) (1867–1937), deutscher Politiker (SPD, USPD)
- Franz Zink (Journalist) (* 1950), deutscher Journalist und Börsenexperte
- Gaston Zink (1921–1999), französischer Romanist und Sprachwissenschaftler
- Georg Zink (1879–1962), deutscher Bibliothekar
- Gerhardt Zink (1919–2003), deutscher Ornithologe
- Harold Zink (1901–1962), US-amerikanischer Politikwissenschaftler
- Ingeborg Zink († nach 1903), Opernsängerin (Sopran)
- Jenny Zink-Maishof (1849–1904), österreichische Landwirtin, Schauspielerin und Schriftstellerin
- Johann Michael Zink (1694–1765), deutscher Maler und Musiker
- Jörg Zink (1922–2016), deutscher Theologe
- Josef Zink (1838–1907), deutscher Maler
- Karl Zink (Widerstandskämpfer) (1910–1940), deutscher Widerstandskämpfer
- Karl Friedrich Zink (* 1933), deutscher Politiker (CSU)
- Klaus Zink (Fußballspieler) (1936–2024), deutscher Fußballspieler
- Klaus J. Zink (1947–2024), deutscher Wirtschaftswissenschaftler
- Leonard Zink (* 2006), deutscher Handballspieler
- Marianne Zink (1926–2018), deutsche Schriftstellerin
- Marko Zink (* 1975), österreichischer Künstler
- Markus Zink (* 1970), deutscher Zauberkünstler
- Matthias Zink (1665–1738), deutscher Maler
- Michel Zink (* 1945), französischer Schriftsteller, Mediävist und Hochschullehrer
- Nell Zink (* 1964), US-amerikanische Schriftstellerin
- Nicolaus Zink (1812–1887), deutsch-US-amerikanischer Bauingenieur und Farmer
- Oskar Zink (1920–2010), deutscher Maler und Bildhauer
- Otto Zink (1925–2008), deutscher Gewerkschafter und Politiker (CDU), MdB
- Paul Zink (Schauspieler) (1841/1845–1900), deutscher Schauspieler und Theaterregisseur
- Paul Christian Zink (1687–1770), deutscher Maler und Kupferstecher
- Peter Zink (1907–2004), deutscher Politiker (SPD), MdL Bayern
- Robert Zink (* 1948), deutscher Historiker und Archivar
- Robert M. Zink (* 1953), US-amerikanischer Ornithologe
- Rudolf Zink (1910–1983), deutscher Komponist
- Rui Zink (* 1961), portugiesischer Schriftsteller
- Theodor Zink (1871–1934), deutscher Lehrer und Heimatforscher
- Thomas Zink (* 1949), deutscher Mathematiker
- Tyler Zink (* 2001), US-amerikanischer Tennisspieler
- Uwe Zink (* 1952), deutscher Politiker (SPD)
- Wendelin Zink (1777–1840), deutscher Priester und Seelsorger